# Kind of Blue
Kind of Blue — студійний альбом американського джазового музиканта Майлза Девіса, представлений 17 серпня 1959 року на лейблі Columbia Records.
Kind of Blue вважається багатьма критиками найращим джазовим альбомом, шедевром Девіса і одним із найкращих альбомів всіх часів. Платівка стала однією із найбільш впливових в історії музики (зокрема відзначають її вплив на такі жанри як джаз, рок і класична музика). У 2002 Kind of Blue став одним із 50 альбомів, внесених у Національний реєстр звукозапису Бібліотекою Конгресу США. У 2003 році альбом зайняв № 12 у списку «500 найкращих альбомів» за версією журналу Rolling Stone.

## Про альбом
Запис платівки відбувався у нью-йоркській студії CBS 30th Street Studio 2 березня і 22 квітня 1959 року. У записі брав участь зібраний Девісом секстет, який складався з піаністів Білла Еванса і Вінтона Келлі, барабанщика Джиммі Кобба, басиста Пола Чемберса і саксофоністів Джона Колтрейна та Кеннонболла Еддерлі. Після того як Білл Еванс увійшов в секстет, Девіс зробив наступний крок на шляху модальних експериментів Milestones (1958) і 1958 Miles (1958), записавши альбом, повністю оснований на модальності на відміну від своїх ранніх робіт в жанрі хард-боп
Хоча абсолютно точні кількісні дані невідомі, багато музичних оглядачів вважають Kind of Blue не тільки як найбільш успішний у комерційному відношенні альбом Девіса, але як і найбільш комерційно успішний джазовий альбом всіх часів. 7 жовтня 2008 року альбом в четвертий раз отримав платиновий статус від RIAA.

## Список композицій
| Сторона 1 | Сторона 1            | Сторона 1               | Сторона 1  |
| #         | Назва                | Автор                   | Тривалість |
| --------- | -------------------- | ----------------------- | ---------- |
| 1.        | «So What»            | Майлз Девіс             | 9:04       |
| 2.        | «Freddie Freeloader» | Майлз Девіс             | 9:34       |
| 3.        | «Blue in Green»      | Майлз Девіс, Білл Еванс | 5:27       |

| Сторона 2 | Сторона 2           | Сторона 2               | Сторона 2  |
| #         | Назва               | Автор                   | Тривалість |
| --------- | ------------------- | ----------------------- | ---------- |
| 4.        | «All Blues»         | Майлз Девіс             | 11:33      |
| 5.        | «Flamenco Sketches» | Майлз Девіс, Білл Еванс | 9:26       |

| Додаткова композиція перевидання 1997 | Додаткова композиція перевидання 1997      | Додаткова композиція перевидання 1997 | Додаткова композиція перевидання 1997 |
| #                                     | Назва                                      | Автор                                 | Тривалість                            |
| ------------------------------------- | ------------------------------------------ | ------------------------------------- | ------------------------------------- |
| 6.                                    | «Flamenco Sketches» (альтернативний запис) | Майлз Девіс, Білл Еванс               | 9:32                                  |

| Додаткові композиції видання 2008 | Додаткові композиції видання 2008          | Додаткові композиції видання 2008 |
| #                                 | Назва                                      | Тривалість                        |
| --------------------------------- | ------------------------------------------ | --------------------------------- |
| 7.                                | «Freddie Freeloader» (студійний варіант 1) | 0:53                              |
| 8.                                | «Freddie Freeloader» (фальстарт)           | 1:27                              |
| 9.                                | «Freddie Freeloader» (студійний варіант 2) | 1:30                              |
| 10.                               | «So What» (студійний варіант 1)            | 1:55                              |
| 11.                               | «So What» (студійний варіант 2)            | 0:13                              |
| 12.                               | «Blue in Green» (студійний варіант)        | 1:58                              |
| 13.                               | «Flamenco Sketches» (студійний варіант 1)  | 0:45                              |
| 14.                               | «Flamenco Sketches» (студійний варіант 2)  | 1:12                              |
| 15.                               | «All Blues» (студійний варіант)            | 0:18                              |

| Додатковий диск 2008 | Додатковий диск 2008                  | Додатковий диск 2008           | Додатковий диск 2008 |
| #                    | Назва                                 | Автор                          | Тривалість           |
| -------------------- | ------------------------------------- | ------------------------------ | -------------------- |
| 1.                   | «On Green Dolphin Street»             | Броніслав Капер, Нед Вашингтон | 9:50                 |
| 2.                   | «Fran-Dance»                          | Майлз Девіс                    | 5:49                 |
| 3.                   | «Stella by Starlight»                 | Віктор Янг, Нед Вашингтон      | 4:46                 |
| 4.                   | «Love for Sale»                       | Кол Портер                     | 11:49                |
| 5.                   | «Fran-Dance» (альтернативний варіант) | Майлз Девіс                    | 5:53                 |
| 6.                   | «So What»                             | Майлз Девіс                    | 17:29                |

## Сертифікація
| Країна                | Сертифікація | Продажі   |
| --------------------- | ------------ | --------- |
| Австралія ARIA (ARIA) | Платиновий   | 70 000    |
| Бельгія (BEA)         | Золотий      | 25 000    |
| Італія (FIMI)         | Платиновий   | 100 000   |
| Велика Британія (BPI) | Платиновий   | 300 000   |
| США (RIAA)            | Платиновий   | 4 000 000 |